# Marilynne Robinson
Marilynne Robinson (Sandpoint, 26 novembre 1943) è una scrittrice e saggista statunitense.

## Premi e riconoscimenti
- Premio PEN/Hemingway: 1982 per Housekeeping[1]
- National Book Critics Circle Award per la narrativa: 2004 per Gilead e 2014 per Lila[2]
- Premio Pulitzer per la narrativa: 2005 per Gilead[3]
- Orange Prize: 2009 per Home[4]
- National Humanities Medal: 2012[5]
- Richard C. Holbrooke Distinguished Achievement Award: 2016[6]
- Premio Mondello "Autore straniero": 2016[7]

## Opere principali

### Narrativa
- Housekeeping, 1980 (Padrona di casa, trad. di Delfina Vezzoli, Serra e Riva, Milano, 1985; Le cure domestiche, Torino, Einaudi, 2016)
- Gilead, 2008 (Gilead, trad. di Eva Kampmann, Einaudi, Torino, 2008)
- Home, 2011 (Casa, trad. di Eva Kampmann, Einaudi, Torino, 2011)
- Lila, 2014 (Lila, trad. di Eva Kampmann, Einaudi, Torino, 2015)
- Jack, 2020 (Jack, trad. di Eva Kampmann, Einaudi, Torino, 2021)

### Miscellanea
- Mother Country: Britain, the Welfare State, and Nuclear Pollution (1989)
- The Death of Adam: Essays on Modern Thought (1998)
- Absence of Mind: The Dispelling of Inwardness from the Modern Myth of the Self (2010)
- When I Was a Child I Read Books, 2012 (Quando ero piccola leggevo libri, trad. di Eva Kampmann, Minimum fax, Roma, 2018)
- The Givenness of Things, 2015 (Quel che ci è dato, trad. di Eva Kampmann, Minimum fax, Roma, 2021)
- Reading Genesis, 2024 (Leggendo Genesi, trad. di Laura Scarmoncin, Francesca Cosi e Alessandra Repossi, Marietti1820, Bologna, 2025)